# Diploglossidae
Diploglossidae – rodzina jaszczurek z infrarzędu Diploglossa w rzędzie łuskonośnych (Squamata).

## Zasięg występowania
Rodzina obejmuje gatunki występujące w Ameryce Środkowej i Południowej.

## Podział systematyczny
Do rodziny należą następujące rodzaje:
- Advenus Schools & Hedges, 2021 – jedynym przedstawicielem jest Advenus montisilvestris (Myers, 1973)
- Caribicus Schools & Hedges, 2021
- Celestus Gray, 1839
- Comptus Schools & Hedges, 2021
- Diploglossus Wiegmann, 1834
- Guarocuyus Landestoy, Schools & Hedges, 2022 – jedynym przedstawicielem jest Guarocuyus jaraguanus Landestoy, Schools & Hedges, 2022
- Mesoamericus Schools & Hedges, 2021 – jedynym przedstawicielem jest Mesoamericus bilobatus (O’Shaughnessy, 1874)
- Ophiodes Wagler, 1828
- Panolopus Cope, 1861
- Sauresia Gray, 1852
- Siderolamprus Cope, 1860
- Wetmorena Cochran, 1927